# Летающие колдуны
«Летающие колдуны» (англ. The Flying Sorcerers) — юмористический научно-фантастический роман 1971 года американских писателей Дэвида Джерролда и Ларри Нивена. Первоначально он был выпущен журналом «If magazine» двумя частями под названием «The Misspelled Magishun» .
Книга посвящена попыткам космонавта сбежать из первобытного мира, и демонстрирует, как достаточно продвинутые технологии могут восприниматься его обитателями как магические.

## Краткое содержание
Сюжет касается усилий астронавта и геолога/антрополога, известного местным жителям как «Пурпурный», вырваться из первобытного мира, в котором он оказался, и вернуться к своему народу. События описываются с точки зрения Лэнта, одного из туземцев, который в ходе романа становится вождем своего народа.
Туземцы, люди, покрытые мехом, верят в магию, и книга показывает, как примитивное общество будет воспринимать достаточно продвинутые технологии.
Пурпурный приземляется в яйцеобразном транспортном средстве. Он случайно нарушает жизнь людей Лэнта и бездумно унижает Шугу, деревенского мага. Шуга мстит, уничтожая транспортное средство Пурпурного, что приводит к атомному взрыву. Многие жители деревни погибли или получили ранения: остальные, в том числе Лэнт и Шуга, вынуждены бежать. Они думают, что Пурпурный погиб.
В конечном итоге жители деревни оказываются на плодородном полуострове, который с приближением лета быстро превращается в остров (благодаря влиянию двух солнц береговые линии в этом мире несколько изменчивы). К раздражению местных обитателей, жители деревни оказываются в ловушке в зеленой зоне перед наступающим морем. Жители деревни еще меньше счастливы, когда узнают, что Пурпурный уже здесь, не очень удачно выступая в роли местного колдуна, сменив на этом посту Дорти, убив его, упав на него с неба в катапультировавшем его спасательном костюме.
Люди Лэнта хотят бежать, но им некуда идти. Лант, который по умолчанию становится главой жителей деревни, а местный глава уговаривает обоих магов поклясться заключить перемирие.
Пурпурный может вызвать свой материнский корабль, чтобы забрать его, но для этого он должен вернуться в отдаленную часть старой деревни. Всё находятся на острове в течение значительного периода времени. Пурпурный задумывает идею изготовления летательного аппарата, чтобы вернуть его в этот район. Он уговаривает своих жителей (которые на самом деле хотят избавиться от него) и жителей Лэнта присоединиться к этому плану.
У корабля будут воздушные шары, паруса и рулевое управление с педальным управлением. Добрая часть книги посвящена несчастьям Пурпурного в попытке сделать эту работу, выходящую за рамки технологий местных жителей. Он создает «воздушную ткань» (тонкую воздухонепроницаемую ткань), эквивалентную резине, и расщепляет воду на водород и кислород. Он успешно строит корабль.
Но при этом он навсегда меняет жизнь жителей деревни. Теперь у них есть не только эти новые технологии, но он создал проблемы с преступностью, пьянством, экологией и изменил отношения между полами. Кроме того, он привнес в их культуру деньги.
Пурпурный, Шуга, Лэнт со своими двумя взрослыми сыновьями отправляются в старую деревню. Они добираются туда, и Пурпурный может вызвать материнский корабль и улететь. Краткий эпилог — после возвращения домой Лэнт отмечает, что должен быть построен новый летательный аппарат, намного больший, чем первый, и тем самым продолжится промышленная революция, начатая Пурпурный.

## Приём
Лестер дель Рей дал смешанный обзор романа, посчитав комедийную составляющую первой части романа несовместимой с более серьезно отыгранным финалом, сделав вывод: «Это вовсе не плохая книга, но и не хорошая».

## Имена
Большинство имён в этой книге — шутки, в первую очередь касающиеся научно-фантастического мира. Это известно как Такеризация (такеризм). Дэвид Лэнгфорд говорит: «Какой-то рекорд чрезмерной Такеризации был установлен Дэвидом Герролдом и Ларри Нивеном в их очень глупом романе Летающие колдуны (1971)». Само название романа на английском является такеризмом, так как похоже по написанию и звучанию на «flying saucers», т.е., дословно, «летающие блюдца», что принято переводить, как «летающие тарелки».
James Nicoll назвал это «ужасным вбросом»и отметил «поразительно ужасное обращение с женщинами».

### Солнца
- Вирн — Красный гигант — Жуль Верн[5].
- Квеллс — Голубовато-белое карликовое солнце — Герберт Уэллс

### Боги
- Блок, бог разрушения — Роберт Блох, автор Психо.
- Брэд, бог прошлого — Рей Брэдбери, за его эффект бабочки в рассказе «И грянул гром»
- Кафф, бог драконов — Энн МакКеффри, известная благодаря ее серии «Всадники Перна»
- Эккар Мужик — Форрест Дж. Аккерман, «человек, который служил богам так хорошо, что даже сам себя провозгласил богом». Ссылка на Аккермана сильно возбудила НФ фандом
- Эсин, бог грома и молнии — Харлан Эллисон, известный своим взрывным характером низкорослостью (бог описывается как «крошечный»)
- Фильфо-мар, бог рек — Филип Хосе Фармер, известный циклом Мир реки
- Файнлайн, бог инженеров — Роберт Хайнлайн
- Фол, бог искажения — Фредрик Пол; дразнящий намек на его обширную работу в качестве редактора
- Фарман, бог «фасфа» — Эвард Л. Ферман, долгое время бывший редактором научно-фантастисческого журнала The Magazine of Fantasy and Science Fiction (часто сокращавшегося до «F&SF»)
- Хитч, бог птиц — Альфред Хичкок, режиссер фильма «Птицы»
- Клартер, бог небес и морей — Артур Кларк, написавший много работ имевших отношения к космосу («небеса») и приключениям в океане («моря»)
- Кронк, бог будущего — Грофф Конклин, редактировший сорок НФ-антологий
- Либ, бог магии — Фриц Лейбер, за серию произведений в жанре «Меча и магии»
- Маск-Ватц, бог ветра — Сэм Московиц, известный громким голосом и многословием
- Ротнбер, бог овец — Джин Родденберри, создатель сериала «Звёздный путь». Лэнт упоминает, что знаком Ротнбэра является рогатая коробка, то есть телевизор с антенной в виде кроличьих ушей сверху.
- Нилсн, бог грязных существ — рейтинг Нильсена, — заклятый враг Ротнбэра (у Звездного Пути были плохие рейтинги). Лэнт объясняет, что знак Нилсна — это диагональная косая черта с пустым кружком с каждой стороны, то есть «%»
- Н`вин, бог приливов и картографов — Ларри Нивен писал о приливах в «Нейтронной звезде» и картах в Мире Кольца
- Пуллниссен, бог дуэлей — Пол Андерсон, один из основателей «Общество креативного анахронизма»[5]; он был Рыцарем ПКА, поэтому был силен в бою один на один
- По, бог распада — Эдгар Аллан По, за его болезненные истории.
- Спни, правитель слизи — Норман Спинрад, за его неоднозначную письмо, за то, что он раздражал и оскорблял многих.
- Тис`Старжин, бог любви — Теодор Старджон, написавший много рассказов о вариациях любви и секса
- Таккер, бог имён — Уилсон «Боб» Такер, который играючи использовал имена друзей в своих фантастической прозе
- Яки, бог что-если — Эйлер Якобсон, предпоследний редактор научно-фантастического журнала «If»

### Персонажи и другие жители
- Пурпурный (англ. — Purple) — Дословный перевод как «лиловый» (полностью «as a mauve», это «как цвет, оттенок пурпурно-серый») — Айзек Азимов
- Вилвил и Орбур — создатели велосипеда для летающего аппарата — братья Райт
- Дорти — Волшебник убитый Фиолетовым, упавшим на него с неба — Отсылка к Дороти из «Волшебник страны Оз»

### Прочие
- Кэтхок — первый летательный аппарат, переименованный братьями Райт в Китти Хок
- Смитс Сонс Поляна — где на экране Китти Хок — Смитсоновский институт
- Филк-сингер — флейта — Магческий инструмент Шуги, который подмастерья забыли положить в полет — фэны научной фантастики исполняют Музыку в стиле Филк